# ヒトツバ属

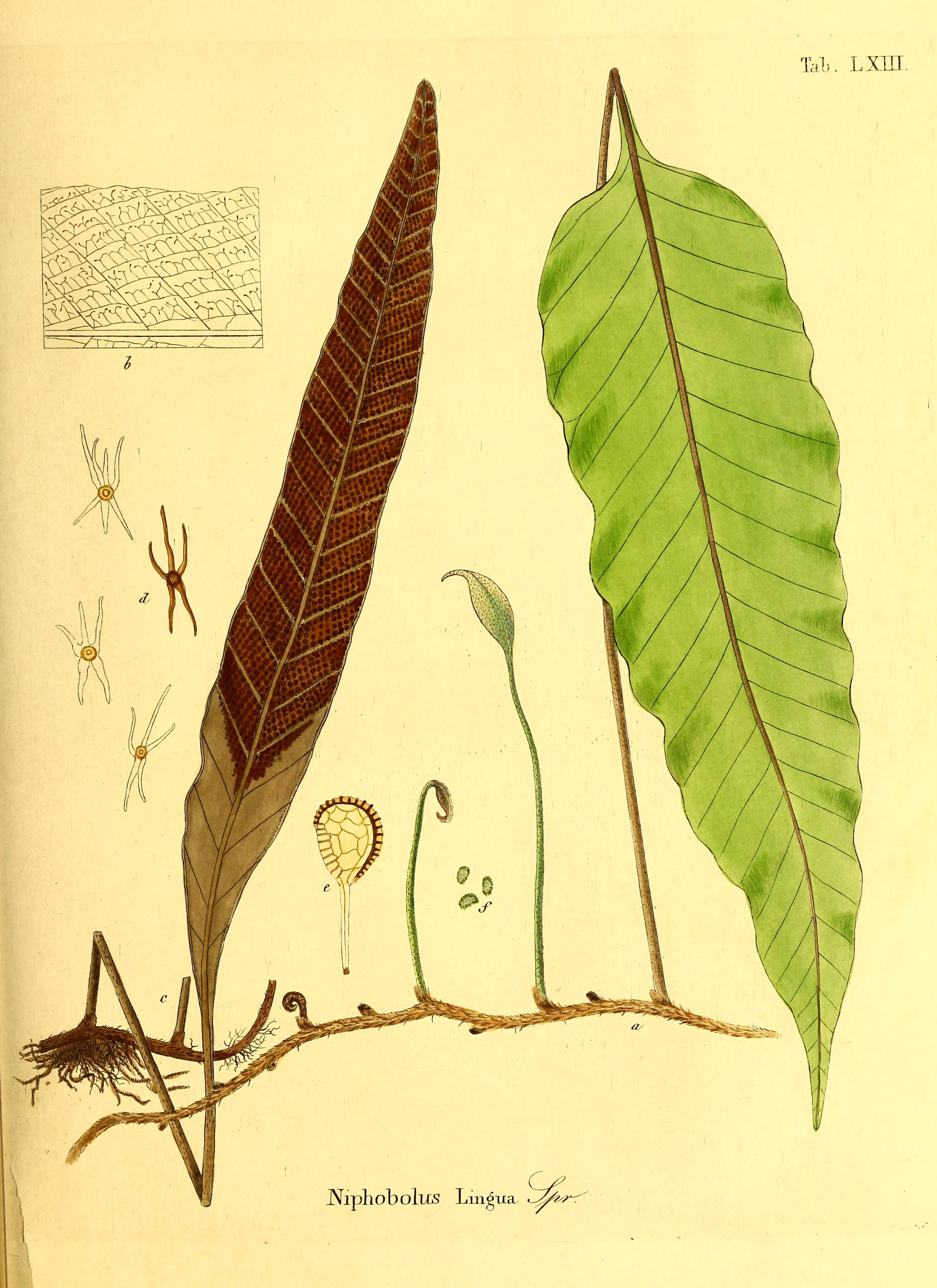
図版・ヒトツバ

ヒトツバ属 Pyrrosia Mirb. はウラボシ科のシダ植物の群の1つ。根茎を這わせる着生植物で、葉は単葉、胞子嚢群は往々にして葉裏一面に着く。

## 特徴
着生植物で樹幹や岩の上に生えるが、希に地上に出ることもある。根茎は匍匐し、盾状、あるいは偽盾状の鱗片が着いている。胞子葉と栄養葉は同型のものもあるが2形となるものもある。葉柄は根茎との間に関節を持つ。葉身は単葉か、一部のものは浅く3つから5つに裂け、いずれにしても縁は滑らかで鋸歯はない。葉質は革質で星状毛がある。葉脈は網状になっており、遊離小脈がある。ただし葉脈は葉の表面からは見て取りにくい。胞子嚢群は遊離小脈に対して背生、あるいは頂生しており、個々には円形から楕円形をしており、往々にして葉裏全面を覆うように着く。

## 種と分布
旧世界に分布し、種数は約50種。
日本には以下の5種が知られる。
- Pyrrosia ヒトツバ属
  - P. lingua ヒトツバ
  - P. angustissima ヒトツバノキシノブ
  - P. adnascens ヒトツバマメヅタ
  - P. hastata イワオモダカ
  - P. linearifolia ビロードシダ

他に次のものが雑種として知られている。
- P. ×nipponica ヤツシロヒトツバ

イワオモダカとビロードシダの雑種とされている。本州と九州から知られ、今のところは日本のみから知られる。

## 分類
本属はウラボシ科ビカクシダ亜科 Platycerioideae に属し、この亜科に含まれるものにはもう1属、ビカクシダ属 Platycerium がある。星状毛を持つことが両者の共通の特徴となっており、またその点で他の群とも区別出来る。ビカクシダ属はその形態があまりに特殊なので本属と混同する可能性はない。

## 利用
ヒトツバなど数種が園芸植物として栽培される。特にヒトツバは葉先が細かく割れるシシヒトツバなどの葉変わり品も知られる。イワオモダカやビロードシダはむしろ山野草として栽培され、そのために野外での採集圧が強く、希少なものとなっている。
そのほかにイワダレヒトツバ P. davidii やモミジヒトツバ P. polydactylis も外国産ながら国内でも広く栽培されている。
様々なトリペルテン類を成分として含んでおり、薬用として用いられているものがある。